# Salerno
Salerno är en stad och kommun i södra Italien som ligger cirka 50 km söder om Neapel vid Salernobukten som utgör en del av Tyrrhenska havet. Salerno är huvudort i provinsen med samma namn och är en del av regionen Kampanien. Salerno är huvudort på Amalfikusten och en lång strandpromenad börjar i staden och sträcker sig en bra bit söderut. Mot inlandet tornar bergen upp sig varav ett kröns av en antik borg. Salerno är känt för sitt medicinska universitet Scuola Medica Salernitana, som anses vara Europas äldsta medicinska fakultet grundad på 1000-talet, som var ett centrum för medicinsk vetenskap.

## Geografi och klimat
Staden ligger längst in i Salernobukten på en låg platå nordväst om floden Sele precis i början av Amalfikusten. Salerno sträcker sig längs kusten och bitvis in i dalarna mot de uppemot 600 m höga bergen som omger staden. Floden Irno flyter tvärs genom staden och utgjorde tidigare stadsgräns mot öster.
Salerno har ett typiskt medelhavsklimat med varma och tämligen torra somrar, medeltemperaturen är 23°C i augusti. Hösten och vintern är milda med mer nederbörd, medeltemperaturen är 8°C i januari. Nederbörden är under våren och sommaren cirka 325 mm mot cirka 780 mm på hösten och vintern. Det blåser ofta kraftiga vindar från bergen runt staden, särskilt på vinterhalvåret. Detta medför dock att molnen ofta trängs undan och ger Salerno många soldagar per år.

## Historia

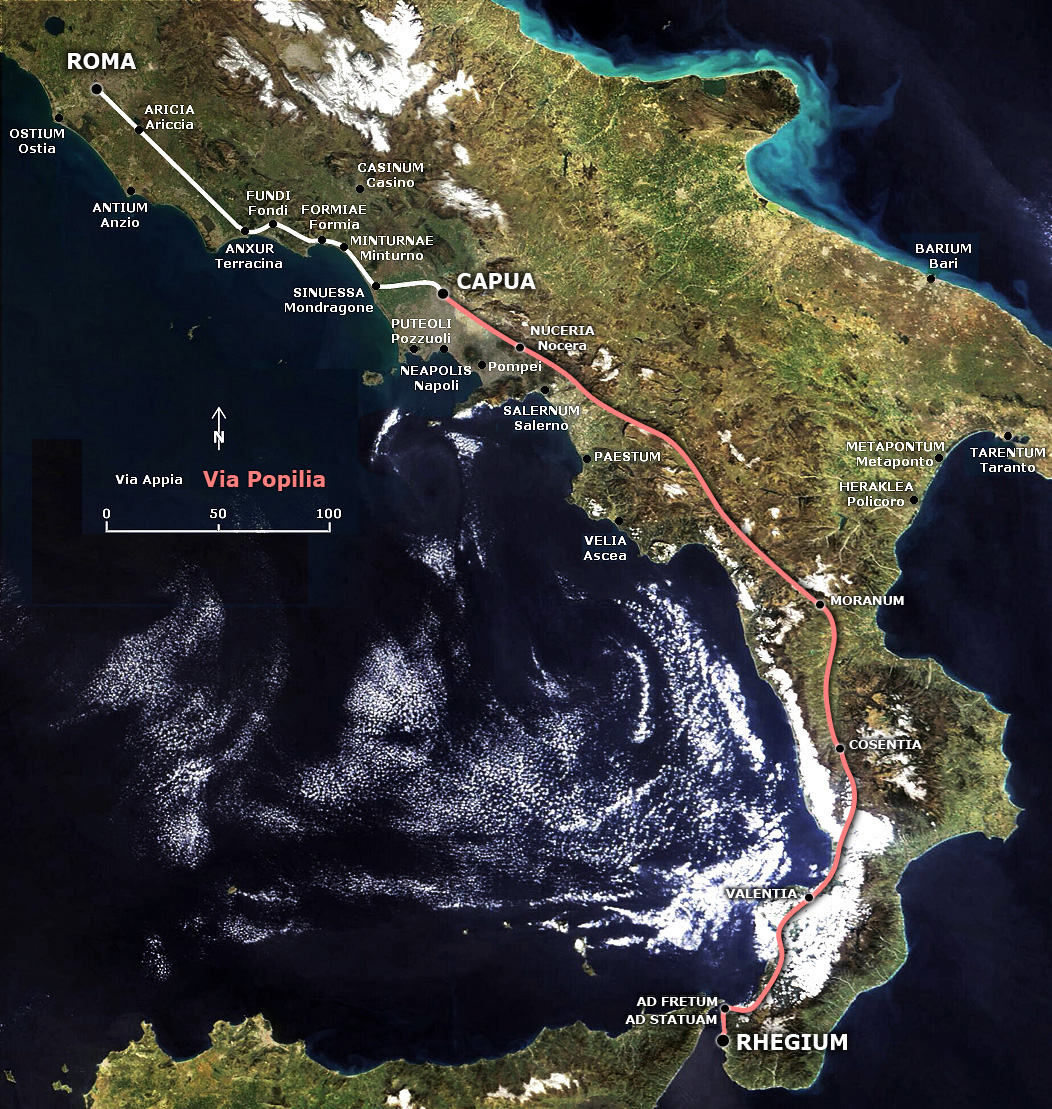
Via Popilia

### Förromersk tid
Bosättningar där Salerno nu ligger har förmodligen funnits sen förhistorisk tid, men tidigast kända historiska lämningar dateras från 900-600 f.Kr. då en samnitisk-etruskisk stad Irna vid floden Irno drev en livlig handel med de grekiska kolonierna Paestum och Elea.

### Romersk stad
Med den romerska utbredningen i Campania förlorade staden Irno sin betydelse och slogs runt 194 f.Kr. samman med den romerska kolonin Salernum som hade utvecklats runt ett romerskt castrum. Staden fick namnet Salernum efter kolonin, och förlorade efter hand sin betydelse som försvarsanläggning för att istället återgå till att bli ett handelscentrum. Salernum hade vägförbindelse med Rom, Via Popilia som passerade Salernum och vidare mot Lucania och Reggio Calabria. Arkeologiska artefakter, delvis i fragment, tyder på Salernum som en blomstrande stad. Under kejsar Diocletianus regering under senare delen av 300-talet e.Kr. blev Salernum en administrativ stad för provinsen "Bruttia och Lucania".

### Medeltiden
Salerno var under högmedeltiden, genom Salernoskolan, ett centrum för medicin och vetenskap. Salernoskolan är känd sedan slutet av 1000-talet och var Europas första högre lärosäte i medicin. Salerno var dock redan på 900-talet känd för sin medicinska praktik. En framstående företrädare för Salernoskolan var Roger av Salerno.

### Andra världskriget
Slaget vid Salerno betecknar en händelse under andra världskriget. Operation Avalanche var den officiella kod-beteckningen. Tanken var att landsätta de brittisk-amerikanska marina styrkorna 5:e armén under ledning av generallöjtnant Mark Wayne Clark. Trupper skulle landsättas och säkra vägen upp till Neapel.

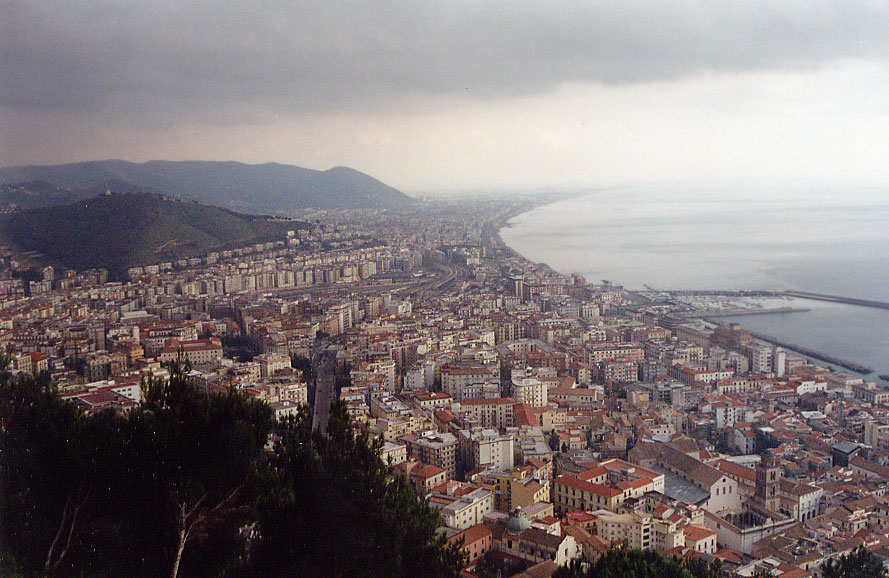
Salerno mot söder

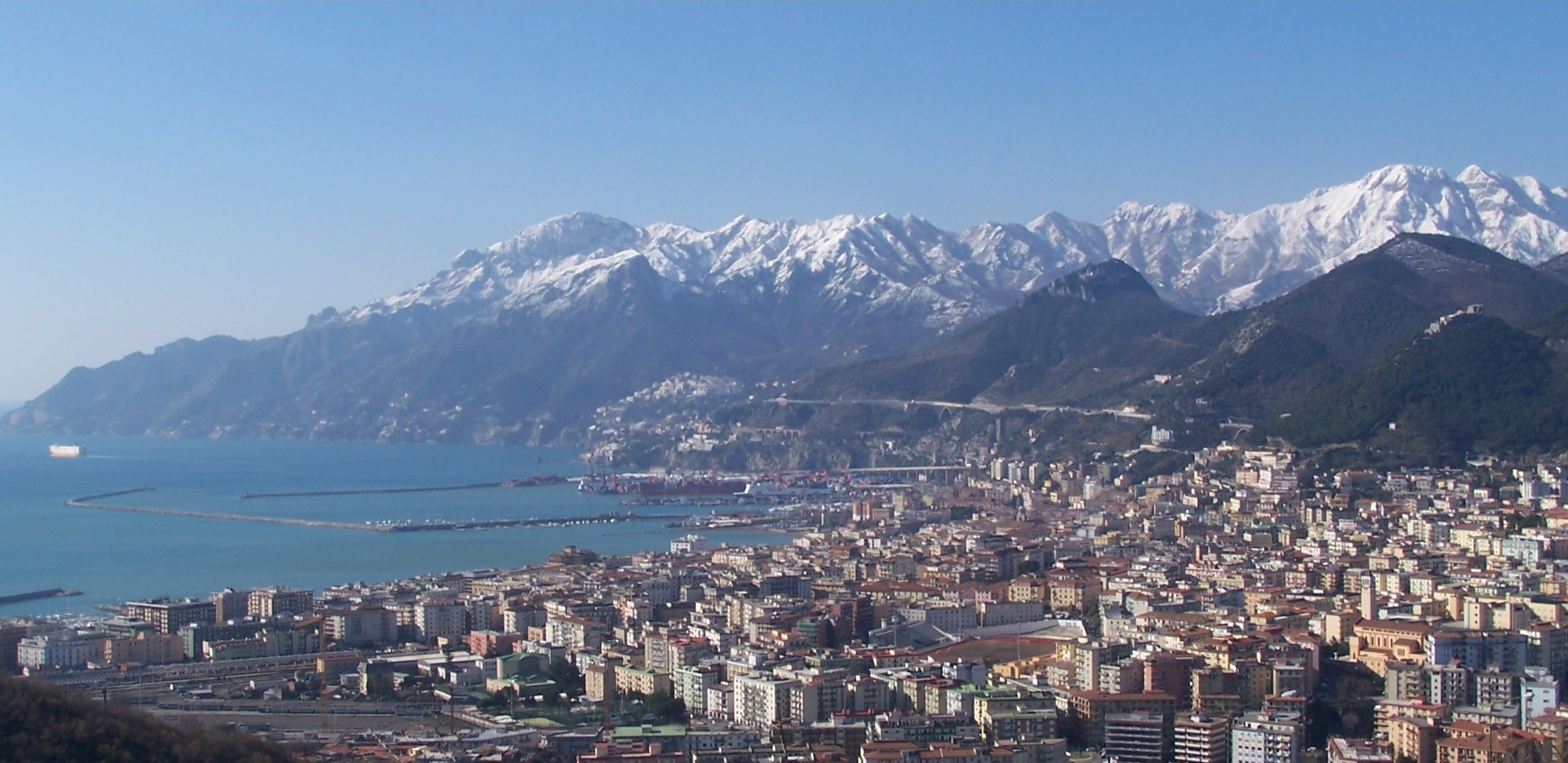
Salerno mot norr

Den 8 september 1943 stävade den stora invasionsarmadan in i vattnen strax utanför Salerno. Den hade utgått bland annat från hamnarna på Sicilien och i Oran och Tripoli. Dagen D hade fastställts till den 9 september. Vid gryningen närmade sig den allierade flottan de förrädiskt lugna vattnen strax utanför Salernos kust. Tyskarna var beredda och stod under ledning av fältmarskalk Albert Kesselring som hade blixtinkallat förstärkningar och installerat tungt artilleri. Vattnen hade blivit kraftigt minerade för att stoppa armadan och tyskt pansar låg på lur.
Landstigningen förflöt lugnt och under sporadisk eldgivning. Våg efter våg landsteg, men när fjärde vågen steg upp på stranden brakade helvetet lös. Tyskarna gav eld med allt de hade. Allt ifrån stora kanoner till handeldvapen och gömda kulsprutenästen besköt stranden. Endast tre skepp kunde på grund av det kaos som rådde på stranden få eldledning via radio. Detta till trots lyckades granatkastartrupperna slå ut det mesta av tyskarnas försvar. Mot kvällen drog sig tyskarna tillbaka. Luftwaffe bombade och besköt dygnet runt de fartyg som levererade eldunderstöd.
Striderna böljade fram och tillbaka. Den 12 september hade general Heinrich von Vietinghoff, den lokale tyska befälhavaren, satt ihop 3 divisioner med över 600 stridsvagnar vilka fick till uppgift att köra ut 5:e armén i havet. Tyskarna återtog det mesta av den förlorade marken och planerade en attack med stridsvagnar mot stranden den 13:e och 14:e. På kvällen den 13:e stormade tyska förstärkningar och ett stort antal Tigerstridsvagnar stranden. Men där väntade jagaren USS Mayo och den lätta kryssaren USS Brooklyn. Med stor precision slog man ut i stort sett allt som tyskarna hade. De två fartygen gjorde i stort sett av med all ammunition men stranden var till slut säkrad och den 14 september drog sig tyskarna bort för gott.

## Sport
I staden finns fotbollslaget US Salernitana 1919.

## Svensk anknytning
Ett minnesmärke är rest efter olyckan i Salerno den 18 november 1947 där 21 personer omkom. Samtliga var på väg hem till Sverige efter att ha leveransflugit 16 Saab B 17 till Etiopien och det etiopiska flygvapnet. 